# Juventus Football Club 1945-1946
Questa voce raccoglie le informazioni riguardanti la Juventus Football Club nelle competizioni ufficiali della stagione 1945-1946.

## Stagione

La squadra scende in campo allo stadio Comunale di Torino durante il campionato 1945-1946, il primo disputatosi dopo la fine della seconda guerra mondiale

Con l'entrata nel secondo dopoguerra, la società torinese assunse la denominazione di Juventus Football Club. La squadra si rinforzò con l'ingaggio del prolifico bomber Silvio Piola, strappato ai concittadini del Torino e desideroso di stabilirsi definitivamente in Piemonte; di proprietà della Lazio, il cartellino dell'attaccante venne acquistato dai bianconeri per circa tre milioni di lire.
In campo, la squadra prese parte al complesso campionato di Divisione Nazionale, il primo torneo regolare di massima serie organizzato dal termine del secondo conflitto mondiale. A causa della disastrata situazione in cui versava l'Italia – coi combattimenti lungo la Linea Gotica che avevano, di fatto, spezzato in due la penisola –, la Federcalcio decise per l'abbandono momentaneo del girone unico in favore di due distinti campionati, la Serie A Alta Italia al Nord e la Serie Mista A-B al Centro-Sud.

Il neoacquisto Silvio Piola, migliore marcatore juventino della stagione con 16 gol

La Juventus confluì nel torneo settentrionale organizzato dalla reggente Lega Alta Italia, debuttando il 14 ottobre 1945 con un successo 2-1 nel derby torinese, ove Piola trovò subito la prima marcatura in maglia bianconera. A metà aprile la formazione piemontese concluse la prima fase di quel campionato al terzo posto, a otto lunghezze dai concittadini granata, entrando nel novero delle quattro squadre che, assieme alle prime quattro classificate dell'altro torneo misto centro-meridionale, vennero ammesse al girone finale atto a decretare i primi campioni d'Italia del dopoguerra.
La lotta sportiva fu nuovamente col Torino cui stavolta la Juventus diede filo da torcere sino all'ultima giornata quando, giunti agli sgoccioli di luglio e con le due torinesi appaiate in vetta a pari punti, i bianconeri furono fermati sul pari al Vomero dal Napoli lasciando così via libera per lo scudetto ai granata, vittoriosi in goleada al Filadelfia sulla Pro Livorno.

## Divise
| Casa | Trasferta | Portiere |

## Rosa
| N. |                   | Ruolo | Calciatore               |
| -- | ----------------- | ----- | ------------------------ |
|    | Italia (bandiera) | P     | Luicidio Sentimenti (IV) |
|    | Italia (bandiera) | P     | Giovanni Viola           |
|    | Italia (bandiera) | D     | Alfredo Foni             |
|    | Italia (bandiera) | D     | Pietro Rava (capitano)   |
|    | Italia (bandiera) | D     | Giovanni Varglien (II)   |
|    | Italia (bandiera) | C     | Teobaldo Depetrini       |
|    | Italia (bandiera) | C     | Ugo Locatelli            |
|    | Italia (bandiera) | C     | Pietro Magni             |
|    | Italia (bandiera) | C     | Carlo Parola             |

| N. |                   | Ruolo | Calciatore                |
| -- | ----------------- | ----- | ------------------------- |
|    | Italia (bandiera) | C     | Vittorio Sentimenti (III) |
|    | Italia (bandiera) | C     | Francesco Tortarolo       |
|    | Italia (bandiera) | A     | Mario Bo                  |
|    | Italia (bandiera) | A     | Felice Borel (II)         |
|    | Italia (bandiera) | A     | Ugo Conti                 |
|    | Italia (bandiera) | A     | Aristide Coscia           |
|    | Italia (bandiera) | A     | Alceo Lipizer             |
|    | Italia (bandiera) | A     | Silvio Piola              |
|    | Italia (bandiera) | A     | Alfredo Spadavecchia      |

## Risultati

### Divisione Nazionale

#### Serie A Alta Italia
| Arbitro: | Galeati (Bologna) |

|                            |           |          |
| Magni 40’ Piola 79’ (rig.) | Marcatori | 44’ Loik |

| Arbitro: | Scotto (Savona) |

|            |           |                  |
| Gimona 27’ | Marcatori | 86’ (rig.) Piola |

| Arbitro: | Boffardi (Genova) |

|           |           |  |
| Piola 11’ | Marcatori |  |

| Arbitro: | Bonivento (Venezia) |

|                |           |                          |
| Del Medico 86’ | Marcatori | 90’ (rig.) L. Sentimenti |

| Arbitro: | Scorzoni (Bologna) |

|                |           |                     |
| Penzo 40’, 86’ | Marcatori | 30’ Piola 58’ Borel |

| Arbitro: | Dellarole (Roma) |

|                                |           |            |
| Coscia 12’, 83’ Borel 23’, 56’ | Marcatori | 69’ Ispiro |

| Arbitro: | Camiolo (Milano) |

|            |           |            |
| Rebuzzi 5’ | Marcatori | 80’ Coscia |

| Arbitro: | Bellè (Venezia) |

|           |           |              |
| Magni 81’ | Marcatori | 77’ Rossetti |

| Arbitro: | G. Bernardi (Bologna) |

|  |           |                      |
|  | Marcatori | 27’ Coscia 84’ Piola |

| Arbitro: | Camiolo (Milano) |

|                                |           |             |
| Piola 58’, 65’ (rig.) Rava 81’ | Marcatori | 5’ Prevosti |

| Arbitro: | Carpani (Milano) |

|                   |           |                             |
| Castelli 14’, 25’ | Marcatori | 51’ Parola 58’ Spadavecchia |

| Arbitro: | Limido (Milano) |

|           |           |  |
| Magni 78’ | Marcatori |  |

| Arbitro: | Sorbi (Genova) |

|                       |           |               |
| V. Sentimenti 9’, 75’ | Marcatori | 15’ Marchetti |

| Arbitro: | Bellè (Venezia) |

|                |           |  |
| Castigliano 4’ | Marcatori |  |

| Arbitro: | Scotto (Savona) |

|                         |           |                         |
| Magni 22’ Depetrini 45’ | Marcatori | 2’ Gimona 21’ Cremonesi |

| Modena 3 febbraio 1946, ore 15:00 CET 16ª giornata | Modena                       | 0 – 0 referto | Juventus | Stadio Comunale\| Arbitro: \| Agnolin (Bassano del Grappa) \| |
| Arbitro:                                           | Agnolin (Bassano del Grappa) |               |          |                                                               |

| Arbitro: | Spaudo (Biella) |

|                     |           |  |
| Piola 20’ Borel 86’ | Marcatori |  |

| Torino 17 febbraio 1946, ore 15:00 CET 18ª giornata | Juventus              | 0 – 0 referto | Inter | Stadio Comunale\| Arbitro: \| G. Bernardi (Bologna) \| |
| Arbitro:                                            | G. Bernardi (Bologna) |               |       |                                                        |

| Arbitro: | Zelocchi (Modena) |

|                     |           |           |
| Sotgiu 42’ Neri 54’ | Marcatori | 14’ Borel |

| Arbitro: | Longagnani (Modena) |

|                                                               |           |             |
| Piola 4’, 89’ Spadavecchia 11’ Coscia 17’ Borel 40’ Magni 59’ | Marcatori | 79’ Baldini |

| Arbitro: | Scotto (Savona) |

|  |           |                                       |
|  | Marcatori | 37’ Spadavecchia 46’ Coscia 69’ Borel |

| Arbitro: | Balestrino (Imperia) |

|                                                   |           |  |
| V. Sentimenti 38’, 67’, 69’, 70’ Spadavecchia 85’ | Marcatori |  |

| Arbitro: | Galeati (Bologna) |

|                                  |           |                  |
| Varglien 19’ (aut.) Martelli 50’ | Marcatori | 12’ Spadavecchia |

| Arbitro: | Viarengo (Asti) |

|                                                               |           |  |
| Bo 11’, 49’ V. Sentimenti 14’ Spadavecchia 54’, 89’ Conti 59’ | Marcatori |  |

| Arbitro: | Bellè (Venezia) |

|                         |           |          |
| Cappello 14’ Arcari 49’ | Marcatori | 32’ Rava |

| Arbitro: | Carpani (Milano) |

|             |           |                                    |
| Zanollo 30’ | Marcatori | 34’ V. Sentimenti 55’ Spadavecchia |

#### Girone finale Divisione Nazionale
| Arbitro: | Agnolin (Bassano del Grappa) |

|                                                                   |           |             |
| Locatelli 1’ Borel 4’ V. Sentimenti 10’ Piola 55’, 86’ Coscia 64’ | Marcatori | 69’ Minelli |

| Arbitro: | Dattilo (Roma) |

|           |           |  |
| Penzo 49’ | Marcatori |  |

| Arbitro: | Carpani (Milano) |

|                                                           |           |           |
| V. Sentimenti 32’ Conti 52’ Borel 63’ Rava 70’ Coscia 80’ | Marcatori | 8’ Raccis |

| Roma 19 maggio 1946, ore 16:00 CET 4ª giornata | Roma            | 0 – 0 referto | Juventus | Stadio Nazionale\| Arbitro: \| Scotto (Savona) \| |
| Arbitro:                                       | Scotto (Savona) |               |          |                                                   |

| Arbitro: | Zelocchi (Modena) |

|           |           |           |
| Zorzi 79’ | Marcatori | 80’ Magni |

| Arbitro: | Dattilo (Roma) |

|                  |           |  |
| Piola 32’ (rig.) | Marcatori |  |

| Arbitro: | G. Bernardi (Bologna) |

|                                                             |           |  |
| Piola 25’, 67’ Magni 47’ Coscia 52’ Borel 79’ Locatelli 84’ | Marcatori |  |

| Arbitro: | Gemini (Roma) |

|  |           |                                   |
|  | Marcatori | 35’ (rig.) Rava 45’ V. Sentimenti |

| Arbitro: | Galeati (Bologna) |

|               |           |  |
| Locatelli 53’ | Marcatori |  |

| Arbitro: | Zelocchi (Modena) |

|  |           |                          |
|  | Marcatori | 12’ Conti 34’, 72’ Magni |

| Arbitro: | Carpani (Milano) |

|                             |           |             |
| Rava 48’ (rig.), 75’ (rig.) | Marcatori | 23’ Krieziu |

| Arbitro: | Bellè (Venezia) |

|                                        |           |            |
| V. Sentimenti 34’, 67’ Rava 59’ (rig.) | Marcatori | 36’ Gimona |

| Arbitro: | Galeati (Bologna) |

|             |           |  |
| Gabetto 19’ | Marcatori |  |

| Arbitro: | Scotto (Savona) |

|            |           |           |
| Busani 58’ | Marcatori | 63’ Piola |